# 3 Gwardyjska Dywizja Strzelecka
3 Gwardyjska Dywizja Strzelecka (ros. 3-я гвардейская стрелковая дивизия) – związek taktyczny (dywizja) Armii Czerwonej.

## Historia
Decyzją Ludowego Komisarza Obrony №308, 153 Dywizja Strzelecka, za zasługi w działaniach obronnych po ataku Niemiec na ZSRR, otrzymała miano gwardyjskiej, jako 3 Gwardyjska Dywizja Strzelecka.
W 1942 w składzie 54 Armii. Rejon działania: Mga, Siniawino, Wołchow. W grudniu tegoż roku włączona do 2 Gwardyjskiej Armii i przerzucona pod Stalingrad, gdzie otrzymała zadanie odpierania przeciwuderzeń wroga.
Po przejściu do kontrofensywy 3GwDS ruszyła w kierunku rostowskim przez Nowoczerkask i okopała się na rubieży rzeki Mius. W sierpniu i wrześniu 1943 brała udział w walkach w Donbasie zaatakowana przez niemieckie 3 DG i 17 DPanc. Po odparciu wrogiego natarcia kontynuowała działania na ukraińskim odcinku frontu, 10 września wyzwoliła miasto Wołnowacha, otrzymując honorowy tytuł dywizji wołnowachskiej.
W kwietniu 1944 roku dywizja wzięła udział w ofensywie na Krym, gdzie wyzwoliła Armiańsk i Saki. W maju wraz z całą 2. Gwardyjską Armią przerzucona pod Dorogobuż. Stamtąd brała udział w operacji nadbałtyckiej. Wojnę zakończyła w Kryłowie.
Dywizja istniała do 1957, stacjonowała na terenie Litewskiej SRR.